# ГАЗ-М-12 ЗіМ
ГАЗ-12, до 1956 року ГАЗ-М-12 «ЗіМ», іноді позначався як «ЗіМ-12» — радянський шести-семимісний легковий автомобіль великого класу з кузовом «шестивіконний довгобазий седан», серійно виготовлявся на Горьківському автомобільному заводі (Завод імені Молотова) з 1950 по 1959 роки (деякі модифікації — до 1960 року). У дизайні та конструкції автомобіля відверто простежуються спільні риси з автомобілем Cadillac Series 62 1948 року.
ЗіМ — перша представницька модель Горьківського автозаводу, попередник «Чайки» ГАЗ-13. Він використовувався переважно як службовий автомобіль («персоналка»), призначений для радянської, партійної й урядової номенклатури — на рівні замісника міністра (але не міністра), секретаря обкому і голови облвиконкому і вище. Був єдиним радянським автомобілем представницького класу, що офіційно продавався в особисте користування(ціна до фінансової реформи - 40 тис. рублів).
Усього з 1950 по 1959 рік було випущено 21 527 екземплярів ЗіМ / ГАЗ-12 усіх модифікацій.

## Огляд модифікацій

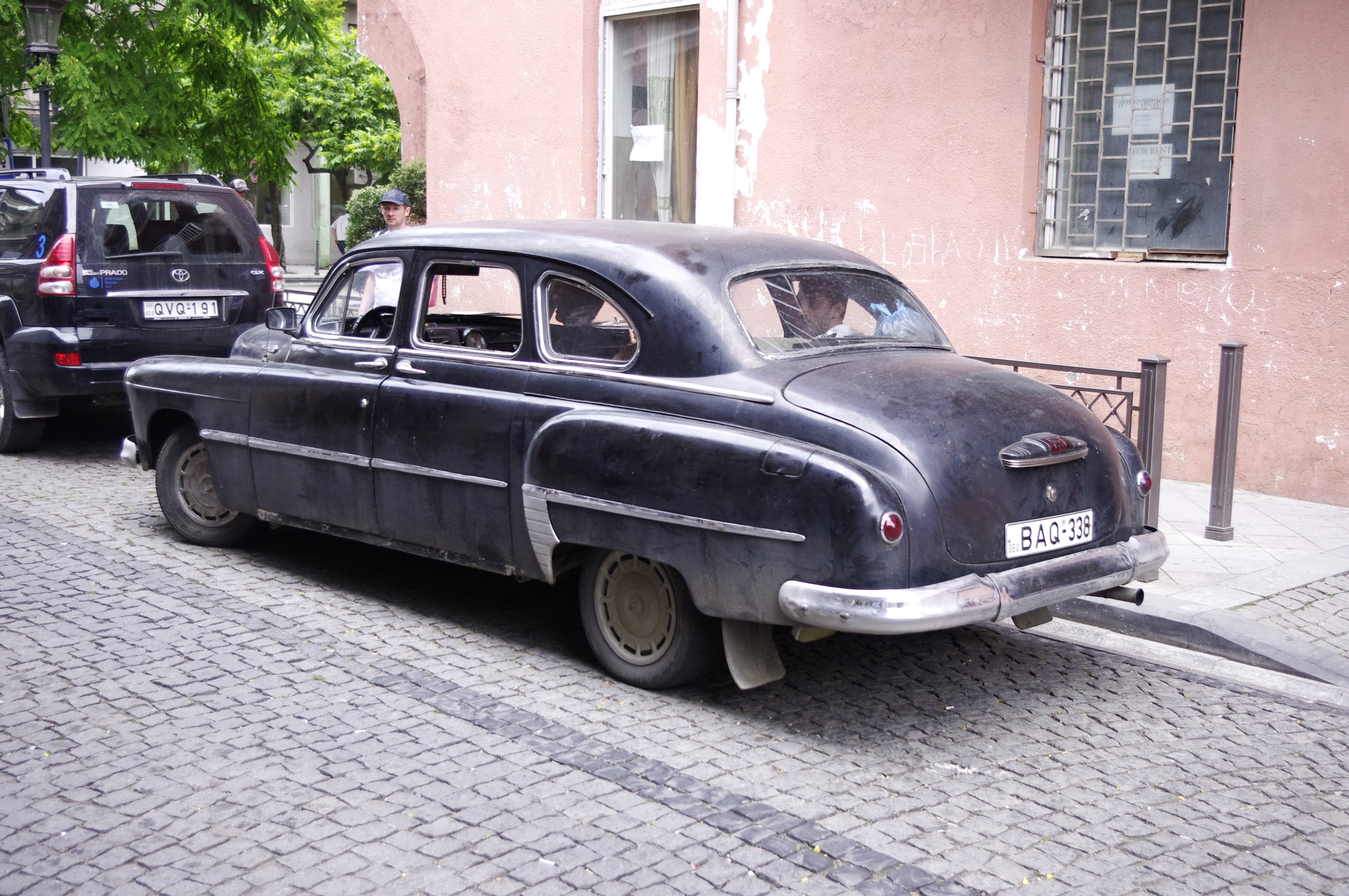

### Назва автомобіля

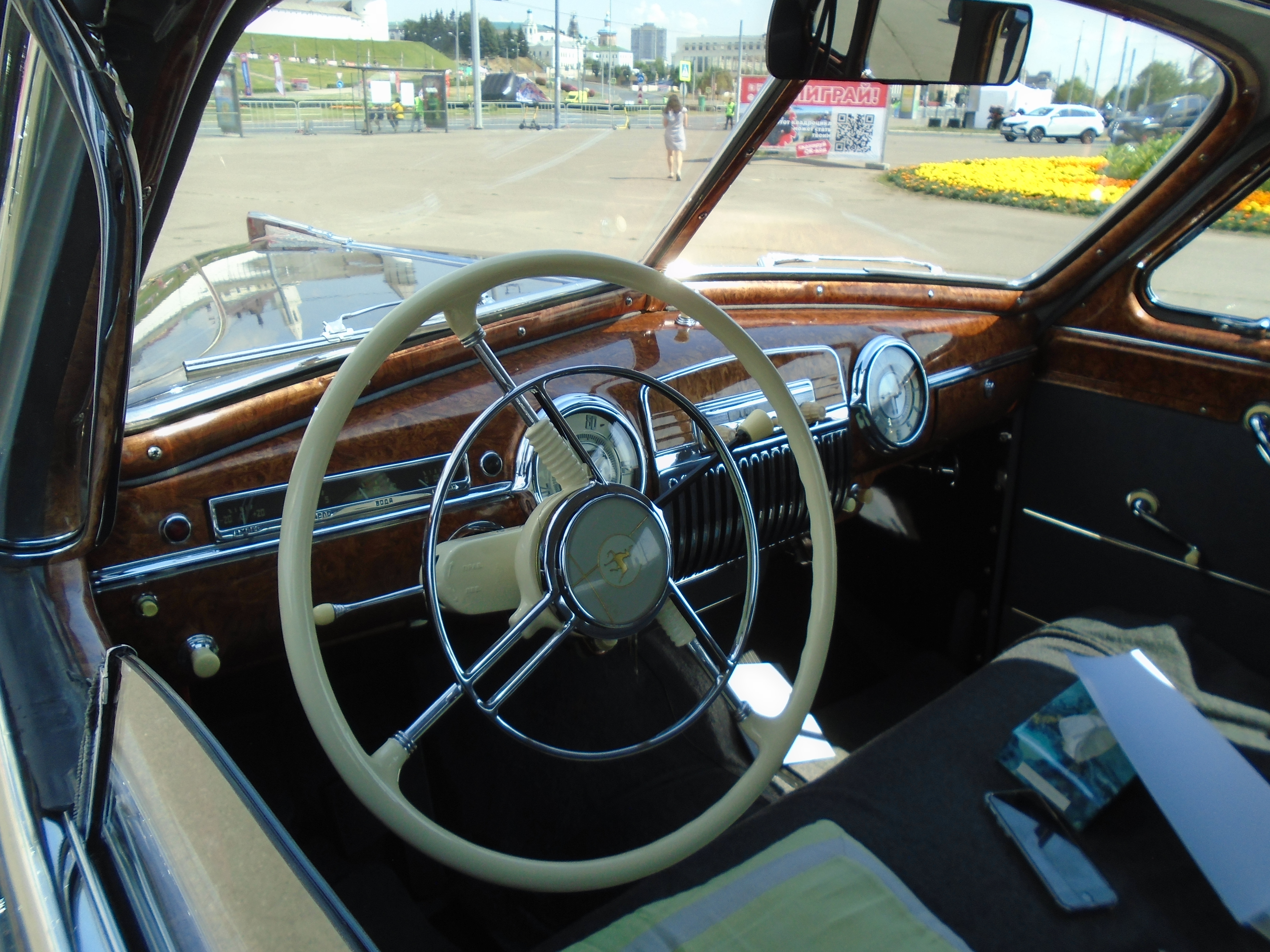

До 1957 року модель позначалась лише як ЗіМ (абревіатура назви заводу — «Завод імені Молотова», писалася заголовними буквами), назва ГАЗ-12 була суто внутрішньозаводською. На заводській табличці автомобіля значилось: Автомобіль ЗіМ (ГАЗ-12). Але після розгрому «антипартійної групи» Молотова, Маленкова, Кагановича і примкнулого до них Шепілова — ім'я Молотова було виключене з назви заводу. Автомобіль став іменуватися за заводським позначенням: ГАЗ-12. Тоді центральні апаратники, які бажали продемонструвати свою підтримку курсу партії, віддавали перевагу заміняти щитки й емблеми «ЗіМ» на нові — «ГАЗ». В приватному секторі й на периферії влади до політичних змін конструкції автомобіля відносились нейтрально — багато в чому завдяки цьому багато машин ранніх випусків дійшли до наших днів із початковими емблемами ЗіМ.

### Серійні модифікації
Як і інші представницькі моделі 1930-х - 1950-х років, як то ЗіС-101 та ЗіС-110, ЗіМ використовувався не тільки в якості представницького авто, а і в якості таксі та "швидкої допомоги".
- ГАЗ-М-12А — таксі з обробкою салону штучною шкірою. Зважаючи на високу вартість — у півтора раза більшою у порівнянні з «Побєда» — було випущено відносно небагато[1]. ГАЗ-12А використовувалися переважно як маршрутні таксі, в тому числі на міжміських лініях.
- ГАЗ-М-12Б — санітарний варіант, випускався з 1951 по 1960 роки. Машини забарвлювалися у світло-бежевий колір[1], крім того, зовні відрізнялися від звичайного седана зовнішніми петлями кришки багажника, яка розкривалася на великий кут і дозволяла укочувати в салон автомобіля носилки.

### Дослідні і несерійні модифікації
- ГАЗ-М-12 з кузовом «фаетон» — в 1949 році були виготовлені два експериментальних зразки, але до серійного виробництва доведений не був через труднощі із забезпеченням необхідної жорсткості відкритого несучого кузова[1].

## Експорт
Автомобілі ЗіМ поставлялись на експорт переважно до країн соціалістичного табору, а також до ряду капіталістичних країн, наприклад, до Фінляндії, Швеції (згадування про ЗіМ на вулицях Стокгольма є в одному з детективів шведського письменника Пера Вальо).

## В ігровій і сувенірній індустрії
Сьогодні можна зустріти багато масштабних моделей-копій ГАЗ-12, серед яких можна відмітити ЗІМ від «Херсон-Моделс» (Україна) в масштабі 1:43, а також аналог від «IST-Моделс» (Китай), до речі, точніший у плані копійності. Також на початку 2010 р. в рамках журнальної серії «Автолегенди СРСР» від видавництва «Де Агостіні» вийшла модель ЗіМа чорного кольору (випуск № 3). З травня 2010 року в рамках проєкту «Наш Автопром» випускаються моделі ЗіМ у двох кольорах: чорний і слонова кістка. Також обмеженим тиражем у Китаї випущена копія, виконана в масштабі 1:12, яка неперевершено імітує екстер'єр, інтер'єр і технічну частину машини. Також, у серпні 2012 р., у рамках нової журнальної серії «Автомобіль на службі» вийшла медична версія ГАЗ-12Б бежевого кольору (випуск № 1). Компанія «Yat Ming» представила масштабну модель ЗіМа в масштабі 1:24. Ці моделі мали деяку невідповідність зі справжніми машинами — на капоті замість ЗіМ було написано ГАЗ, хоча ГАЗом ЗіМ став пізніше. А у квітні 2014 року вийшла модель ЗіМ-12 в серії «Автолегенди СРСР. Найкраще» (№ 2), виконана двома кольорами: слонова кістка з коричневим.